# 劲松桥
39°53′01″N 116°27′40″E / 39.8837497°N 116.4611833°E
劲松桥位于北京市朝阳区，是东三环南路（南北向）和劲松路－南磨房路（东西向）交汇处的一座立交桥。该桥是一座分离式立交桥，桥长209.2米，宽29米。于1992年建成。